# Liste der Kreisstraßen im Landkreis Vulkaneifel
Die Liste der Kreisstraßen im Landkreis Vulkaneifel ist eine Auflistung der Kreisstraßen im rheinland-pfälzischen Landkreis Vulkaneifel.

## Abkürzungen
- K: Kreisstraße
- L: Landesstraße

## Liste
Die Kreisstraßen behalten die ihnen zugewiesene Nummer in der Regel nicht bei einem Wechsel in einen anderen Landkreis oder in eine kreisfreie Stadt. Nicht vorhandene bzw. nicht nachgewiesene Kreisstraßen werden in Kursivdruck gekennzeichnet, ebenso Straßen und Straßenabschnitte, die unabhängig vom Grund (Herabstufung zu einer Gemeindestraße oder Höherstufung) keine Kreisstraßen mehr sind.
Der Straßenverlauf wird in der Regel von Nord nach Süd und von West nach Ost angegeben.
| Nr.  | Verlauf |
| ---- | --- |
| K 2  | L 16 in Meisburg – Siedlung Rascheid |
| K 3  | Binsenmühle – L 16 |
| K 5  | – Weidenbach – K 6 |
| K 6  | L 27 in Schutz – K 5 – Deudesfeld – L 16 – Kreisgrenze – (K 10 im Landkreis Bernkastel-Wittlich) |
| K 7  | – Wallenborn |
| K 9  | in Oberstadtfeld – L 65 |
| K 10 | K 75 in Wiesbaum – L 26 |
| K 11 | L 28 in Steinborn – L 68 |
| K 12 | K 35 in Waldkönigen – L 28 in Steinborn |
| K 13 | Tettscheid – L 65 |
| K 14 | K 18 – Udler – K 19 – Gillenfeld – L 16 – K 25 – K 20 – – Winkel (Eifel) – Kreisgrenze – (K 4 im Landkreis Cochem-Zell) |
| K 15 | L 68 – L 64 |
| K 16 | L 64 – Schalkenmehren – Mehren – L 66 – Steiningen – K 22 |
| K 17 | K 18 – Kreisgrenze – (K 29 im Landkreis Bernkastel-Wittlich) |
| K 18 | L 64 – Brockscheid – L 64 – K 14 – K 17 – L 16 |
| K 19 | – K 20 – Ellscheid – Saxler – K 14 |
| K 20 | K 19 in Ellscheid – K 14 |
| K 21 | L 66 – Demerath – K 22 – Kreisgrenze – (K 3 im Landkreis Cochem-Zell) |
| K 22 | L 67 in Gefell – Katzwinkel – L 67 – Bahnhof Utzerath – Utzerath – K 45 – Schönbach – L 91 – Kreisgrenze – (L 91, L 101 und K 1 im Landkreis Cochem-Zell) – Kreisgrenze – K 16 – K 21 in Demerath |
| K 23 | K 24 – |
| K 24 | K 23 – Immerath – L 16 |
| K 25 | L 16 in Gillenfeld – Strohn – K 26 – K 27 – Mückeln – K 27 – Kreisgrenze – (K 30 im Landkreis Bernkastel-Wittlich) |
| K 26 | K 25 in Strohn – Trautzberg – in Strotzbüsch |
| K 27 | K 25 – Sprink – nicht befahrbare Strecke – Mückeln – K 25 |
| K 28 | L 24 in Densborn – L 16 – L 29 in Salm |
| K 29 | K 77 in Birresborn – Michelbach – L 29 |
| K 30 | Niedereich – L 29 in Büscheich |
| K 31 | – Hinterhausen – K 77 – Eigelbach – L 30 in Kopp |
| K 32 | in Lissingen – L 29 in Gerolstein |
| K 33 | (K 170 im Eifelkreis Bitburg-Prüm) – Kreisgrenze – Duppach – L 24 – L 10 – Scheuern – Kalenborn – Roth – K 48 – Gerolstein – L 29 – Kasselburg – Pelm – – K 34 – Gees – L 27 – Neroth – L 28 in Neunkirchen |
| K 34 | in Gerolstein – K 33 |
| K 35 | L 27 – Berlingen – Hohenfels-Essingen – Hinterweiler – K 36 – Waldkönigen – K 12 – L 68 – nicht befahrbare Strecke – Rengen – L 46 |
| K 36 | – Hinterweiler – K 35 – L 27/L 28 in Kirchweiler |
| K 38 | Kradenbach – L 46 |
| K 39 | L 70/L 72 – Boxberg – L 46 in Beinhausen |
| K 40 | L 46 – Neichen – L 46 – Sarmersbach – L 67 – L 66 |
| K 42 | Hörscheid – L 66 |
| K 45 | K 22 in Utzerath – L 91 |
| K 47 | – L 10 – Oberbettingen – Niederbettingen – L 29 |
| K 48 | K 33 in Roth – L 24 in Müllenborn |
| K 50 | K 51/K 52 in Auel – L 10 |
| K 51 | L 25 – K 53 – K 52 – Auel – K 50 – L 10 |
| K 52 | (K 169 im Eifelkreis Bitburg-Prüm) – Kreisgrenze – Steffeln – L 24 – L 25 – Auel – K 51 – K 50 – Basberg – K 53 – K 54 in Oberbettingen |
| K 53 | K 51 – K 52 in Basberg |
| K 54 | in Jünkerath – Gönnersdorf – K 71 – Lissendorf – L 25 – Oberbettingen – K 52 – L 10 |
| K 55 | L 10 in Hillesheim – Bolsdorf – K 56 |
| K 56 | in Hillesheim – K 55 – Lammersdorf – L 29 |
| K 57 | Altenhof – Kreisgrenze – (K 126 im Eifelkreis Bitburg-Prüm) |
| K 58 | L 26 – K 59 in Berndorf |
| K 59 | L 26 in Hillesheim – Berndorf – K 58 – L 10 – K 74 – Kerpen (Eifel) – Niederehe – K 74 – L 68 – K 62 – Brück – K 65 – |
| K 62 | Heyroth – K 59 |
| K 63 | in Zilsdorf – in Betteldorf |
| K 64 | in Stadtkyll – Kerschenbach – Landesgrenze – (K 64A im Kreis Euskirchen, Nordrhein-Westfalen) – Landesgrenze – L 20 – Ormont – Neuenstein – Kreisgrenze – (K 164 im Eifelkreis Bitburg-Prüm) |
| K 65 | L 72 in Bodenbach – Bongard – L 70 – Brück – K 59 – in Dreis |
| K 66 | in Jünkerath – Jugendbildungsstätte Don Bosco (Dominikus-Savio-Haus) in Jünkerath |
| K 67 | (K 72 im Kreis Euskirchen, Nordrhein-Westfalen) – Landesgrenze – Esch – K 69 – Jünkerath – K 70 – – Schüller – in Stadtkyll |
| K 69 | Reinertshof – Esch – K 67 – Feusdorf – K 70 – K 72 – K 73 – Wiesbaum – K 75 – L 26 – Flesten – L 10 – Nollenbach – Leudersdorf – K 74 – Üxheim – L 10 in Ahütte |
| K 70 | Glaadt – K 67 – Feusdorf – K 69 – Landesgrenze – (K 43 im Kreis Euskirchen, Nordrhein-Westfalen) |
| K 71 | K 54 in Gönnersdorf – in Gönnersdorf |
| K 72 | K 69 in Feusdorf – K 75 in Birgel |
| K 73 | (K 12 im Kreis Euskirchen, Nordrhein-Westfalen) – Landesgrenze – K 69 |
| K 74 | (K 46 im Kreis Euskirchen, Nordrhein-Westfalen) – Landesgrenze – Leudersdorf – K 69 – Üxheim – L 10 – Niederehe – K 59 – Loogh – K 59 in Kerpen (Eifel) |
| K 75 | /L 25 in Birgel – – K 72 – Wiesbaum – K 10 – K 69 – L 26 |
| K 76 | (K 14 im Kreis Euskirchen, Nordrhein-Westfalen) – Landesgrenze – L 20 in Ormont |
| K 77 | (K 172 im Eifelkreis Bitburg-Prüm) – Kreisgrenze – K 31 – Birresborn – L 30 – L 24 – K 29 – Rom – L 29 |
| K 80 | (K 73 im Kreis Euskirchen, Nordrhein-Westfalen) – Landesgrenze – Scheid – K 83 – – K 81 – Landesgrenze – (K 13 im Kreis Euskirchen, Nordrhein-Westfalen) |
| K 81 | K 80 – L 20 in Hallschlag |
| K 83 | K 80 in Scheid – /L 20 in Hallschlag |
| K 84 | L 10 – Oos – L 24 |
| K 85 | L 70 in Nohn – Kreisgrenze – (K 1 im Landkreis Ahrweiler) |
| K 86 | L 70 – Borler – L 72 in Bodenbach |
| K 87 | (K 2 im Landkreis Ahrweiler) – Kreisgrenze – Meisenthal – Rothenbach – |
| K 88 | in Kelberg – Köttelbach |
| K 89 | (K 20 im Landkreis Ahrweiler) – Kreisgrenze – ohne Abzweig einer klassifizierten Straße – Kreisgrenze – (K 20 im Landkreis Ahrweiler) – Kreisgrenze – Welcherath – L 94 – K 92 – Bruchhausen – Reimerath – Hünerbach – Bereborn – K 90 – Kolverath – Sassen – L 96 – L101 in Mosbruch – Ueß – L67/L101 in Hörschhausen – L91 – Berenbach – Kreisgrenze – (L101 im Landkreis Cochem-Zell) |
| K 90 | K 89 in Bereborn – L 95 in Mannebach |
| K 91 | K 92 – Kirsbach |
| K 92 | L 94 in Welcherath – K 91 – K 93 in Drees |
| K 93 | (K 1 im Landkreis Mayen-Koblenz) – Kreisgrenze – Drees – K 92 – Nitz – Kreisgrenze – (K 4 im Landkreis Mayen-Koblenz) |
| K 94 | L 96 – Kötterichen – (Abzweig zur K 1 im Landkreis Cochem-Zell) – Höchstberg – K 95 – Bahnhof Uersfeld – K 96 in Kaperich |
| K 95 | K 96 – Höchstberg – K 94 – Bahnhof Uersfeld – Kölnische Höfe |
| K 96 | L 96 in Uersfeld – K 95 – Kaperich – K 94 – L 96 in Lirstal |
| K 97 | Arbach – Kreisgrenze – (K 6 im Landkreis Mayen-Koblenz) |
| K 98 | L 95 – Salcherath |